# Bartolomeo II della Scala
Bartolomeo II della Scala (morto em 12 de Julho, 1381) foi um lorde de Verona de 1375 até sua morte, junto com seu irmão Paolo Alboino.